# Zonă de tăcere
Zona de tăcere este un domeniu al spațiului înconjurător al unei surse terestre de unde, în care acestea nu pot fi puse în evidență, deși undele sunt recepționate la alte distanțe mult mai mari. Apare din cauza reflexiei totale a undelor pe straturile din ionosferă.
Așadar, de exemplu, un sunet poate fi perceput la o depărtare de 3-5 km și, de asemenea, la 150-200 km, dar nu poate fi recepționat între aceste două zone.